# Kolinda Grabar-Kitarović

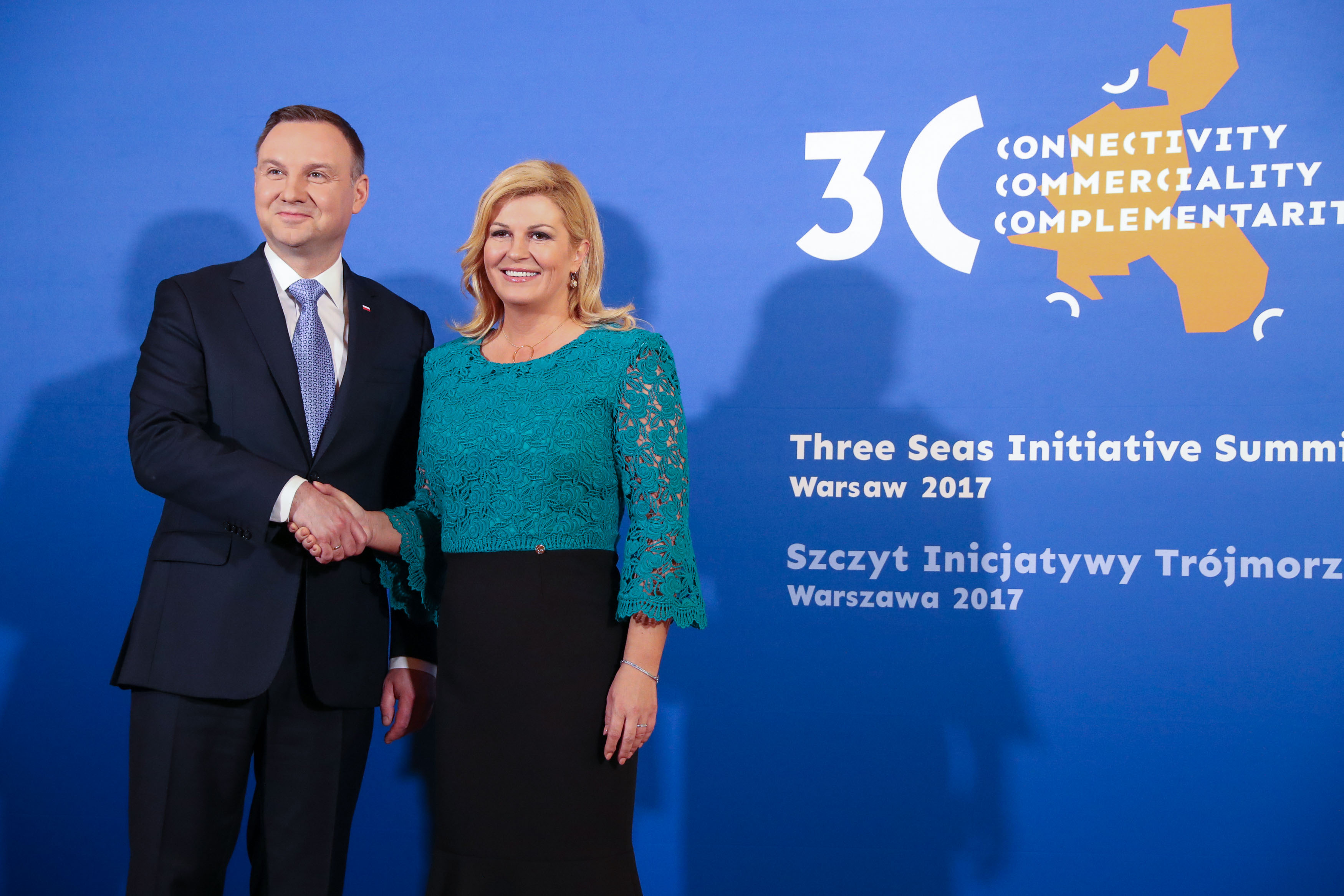
Prezydent Polski Andrzej Duda i Kolinda Grabar-Kitarović (2017)

Kolinda Grabar-Kitarović (ur. 29 kwietnia 1968 w Rijece) – chorwacka polityk i dyplomatka. Minister ds. europejskich (2003–2005) oraz minister spraw zagranicznych i integracji europejskiej (2005–2008), w latach 2015–2020 prezydent Chorwacji.

## Życiorys
Przez część swojego dzieciństwa mieszkała i zdobywała wykształcenie w Stanach Zjednoczonych. Ukończyła tam Los Alamos High School w Nowym Meksyku, po czym rozpoczęła studia na Uniwersytecie w Zagrzebiu, które ukończyła w 1992. Kontynuowała swoją edukację, uzyskała magisterium w zakresie stosunków międzynarodowych i rozpoczęła studia doktoranckie.
Pracę zawodową podjęła w administracji państwowej. W 1992 została doradcą departamentu współpracy międzynarodowej przy chorwackim ministerstwie nauki i technologii. W 1993 została przeniesiona do ministerstwa spraw zagranicznych, pozostając na stanowisku doradcy. W 1995 mianowano ją na dyrektora departamentu ds. Ameryki Północnej, funkcję tę pełniła do 1997. Rozpoczęła wówczas pracę w ambasadzie Chorwacji w Kanadzie na stanowisku radcy dyplomatycznego, a od 1998 na stanowisku ministra-radcy. Powróciła do Chorwacji w 2000.
W 2001 została doradcą ministerialnym w resorcie spraw zagranicznych, którym pozostawała do 2003. W wyborach parlamentarnych w tym samym roku uzyskała mandat poselski do Zgromadzenia Chorwackiego z siódmego okręgu wyborczego, kandydując z ramienia Chorwackiej Wspólnoty Demokratycznej.
Weszła następnie w skład rządu, na czele którego stanął Ivo Sanader. 23 grudnia 2003 objęła urząd ministra ds. integracji europejskiej. Do jej zadań należało rozpoczęcie negocjacji akcesyjnych Chorwacji z Unią Europejską w 2004. 17 lutego 2005 przeszła na urząd ministra spraw zagranicznych, zastępując Miomira Žužula. Nadal zajmowała się również koordynowaniem negocjacji z UE. Po kolejnych wyborach parlamentarnych na stanowisku ministerialnym w styczniu 2008 zastąpił ją Gordan Jandroković.
W latach 2008–2011 była ambasadorem nadzwyczajnym i pełnomocnym Chorwacji w Stanach Zjednoczonych. W 2011 została jednym z asystentów (zastępców) sekretarza generalnego NATO jako pierwsza kobieta na tym stanowisku.
W 2014 Kolinda Grabar-Kitarović została nominowana na kandydatkę w wyborach prezydenckich. Rekomendowała ją Chorwacka Wspólnota Demokratyczna, a poparło ją również sześć innych ugrupowań centroprawicy, m.in. Chorwacka Partia Prawa dr. Ante Starčevicia, Chorwacka Partia Chłopska i Chorwacka Partia Socjalliberalna. W pierwszej turze z 28 grudnia 2014 otrzymała 37,2% głosów. Przeszła do drugiej tury, w której jej konkurentem został ubiegający się o reelekcję Ivo Josipović, zwycięzca pierwszej tury z wynikiem 38,5%. W głosowaniu z 11 stycznia 2015 kandydatka centroprawicy pokonała dotychczasowego prezydenta, otrzymując około 50,7% głosów.
Urząd prezydenta Chorwacji objęła 18 lutego 2015. Uroczyste zaprzysiężenie odbyło się kilka dni wcześniej na placu Świętego Marka w Zagrzebiu w obecności członków Sądu Konstytucyjnego.
W 2019 ubiegała się o reelekcję w kolejnych wyborach prezydenckich. W pierwszej turze głosowania, która odbyła się 22 grudnia 2019, zajęła 2. miejsce z wynikiem 26,7% głosów. Przeszła do drugiej tury z reprezentującym SDP byłym premierem Zoranem Milanoviciem, którego poparło 29,6% głosujących. W drugiej turze wyborów, która miała miejsce 5 stycznia 2020, przegrała ze swoim konkurentem, zdobywając 47,3% głosów. Zakończyła urzędowanie 18 lutego 2020.

## Odznaczenia
- Order Mubaraka Wielkiego (Kuwejt, 2017)[9]
- Łańcuch Orderu Gwiazdy Rumunii (Rumunia, 2017)[10]
- Wielki Łańcuch Orderu Infanta Henryka (Portugalia, 2018)[11]
- Order Orła Białego (Polska, 2022)[12][13][14]

## Życie prywatne
Kolinda Grabar-Kitarović jest mężatką, ma dwoje dzieci. Deklaruje znajomość języków angielskiego, hiszpańskiego oraz portugalskiego. Ponadto biernie zna niemiecki, włoski i francuski.